# Привіт завтра!
Привіт завтра! (або Привіт майбутнє!; англ. Hello Tomorrow!) — науково-фантастичний драматичний телесеріал на Apple TV+, прем'єра якого відбулася 17 лютого 2023 року. У головній ролі — Біллі Крудап.

## Сюжет
У ретрофутуристичному світі група комівояжерів намагається продати таймшери на Місяці.

## Актори
- Біллі Крудап — Джек Біллінгс
- Генк Азарія — Едді
- Ханіфа Вуд — Ширлі Стедман
- Елісон Пілл — Міртл Мейберн
- Ніколас Подані — Джоуї Шортер
- Дьюшейн Вільямс — Герб Портер

### Повторювані
- Джекі Вівер — Барбара Біллінгс
- Дагмара Домінчик — Ель
- Майкл Пол Чен — Волт
- Метью Магер — Лестер Костополус

## Виробництво

### Розробка
6 травня 2021 року Apple TV+ планувала зняти телесеріал Аміта Бхалли та Лукаса Янсена Hello Tomorrow! з Бхаллою та Янсеном, які написали та продюсували серіал разом із Блейком Гріффіном, Раяном Калілом і Mortal Media Ноя Вайнштейна, Біллі Крудапом та Джонатаном Ентвіслом, а Ентвісл став режисером серіалу з 10 епізодів.

### Зйомки
Виробництво серіалу розпочалося в Нью-Йорку 14 жовтня 2021 року і завершилося 24 березня 2022 року.

## Реліз
Прем'єра серіалу відбулася 17 лютого 2023 року на Apple TV+.